# Свети Никола (Дабница)
Вижте пояснителната страница за други значения на Свети Никола.
„Свети Никола“ (на македонска литературна норма: „Свети Никола“) е възрожденски православна църква в прилепското село Дабница, Република Македония. Църквата е под управлението на Преспанско-Пелагонийската епархия на Македонската православна църква.
Църквата е еднокорабна сграда, с четиристранна апсида на източната страна, издигната и изписана във втората половина на XIX век. Обновена е в средата на ХХ век, като старата живопис е покрита с вар.